# Tycracona obliqua
Tycracona obliqua là một loài bướm đêm trong họ Noctuidae.